# Carmelo Suárez Cabrera
Carmelo Antonio Suárez Cabrera (Las Palmas de Gran Canaria, 1949) és un arquitecte, polític i sindicalista canari, d'ideologia comunista.
Estudià arquitectura a la Universitat de Sevilla, on fou representant dels estudiants durant les lluites estudiantils dels anys 1970. Els seus inicis polítics, des de molt jove, va estar lligats a les Joventuts Comunistes, i immediatament al PCE i Comissions Obreres; llavors organitzacions en la clandestinitat a causa de la dictadura franquista.
Leninista convençut, durant la Transició va abandonar el PCE per dissentir amb la línia política eurocomunista del Partit, incorporant-se a Poble Canari Unit i Unión del Pueblo Canario, formacions nacionalistes d'esquerra.
El 1984 es va fundar en el seu despatx professional de Las Palmas de Gran Canària el Partit Comunista del Poble Canari (PCPC), secció canària del PCPE, del que va resultar escollit secretari polític.
El 1986 va prendre part activa en la campanya pel no en el referèndum sobre l'OTAN. Aquest mateix any contribuiria a la creació de la coalició Izquierda Canaria Unida (ICU), primer referent que va tenir Izquierda Unida a les illes.
En 2002 va ser escollit secretari general del Partit Comunista dels Pobles d'Espanya.
En 2007 va ser un dels creadors de la Fundació Obrera d'Investigació i Cultura, amb seu a Madrid.